# 关路镇
关路镇，是中华人民共和国四川省巴中市南江县下辖的一个乡镇级行政单位。2019年12月，撤销关路乡、关田乡和红岩乡，设立关路镇，以原关路乡和原关田乡及原红岩乡双寨村、石庄村所属行政区域为关路镇的行政区域。

## 行政区划
关路镇下辖以下地区：
关路社区、临江村、春江村、雄岭村、白鹤寺村、云台村、苍蒲村、薛坪村、柏垭村和星火村。